# Lucas 20

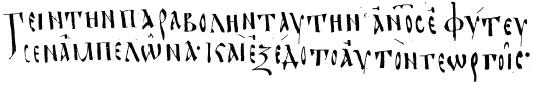
Facsímil de 1861 de Lucas 20:9 en el Codex Cyprius (siglos IX-X).

Lucas 20 es el vigésimo capítulo del Evangelio de Lucas del Nuevo Testamento de la Biblia cristiana. En él se recogen las enseñanzas de Jesucristo en el templo de Jerusalén, especialmente sus respuestas a las preguntas planteadas por los fariseos y saduceos. El libro que contiene este capítulo es anónimo, pero la tradición cristiana primitiva afirmó uniformemente que Lucas el Evangelista compuso este Evangelio así como los Hechos de los Apóstoles.

## Texto
El texto original fue escrito en griego koiné. Este capítulo está dividido en 47 Versículos.

### Testigos textuales
Algunos manuscritos antiguos que contienen el texto de este capítulo son:
- Papiro 75 (escrito hacia 175-225 d. C.)
- Codex Vaticanus (325-350)
- Codex Sinaiticus (330-360)
- Codex Bezae (c. 400)
- Codex Washingtonianus (c. 400)
- Codex Alexandrinus (400-440)
- Codex Ephraemi Rescriptus (c. 450; Versículos 1-27 existentes)

## Parábola de los viñadores homicidas (20:9-19)

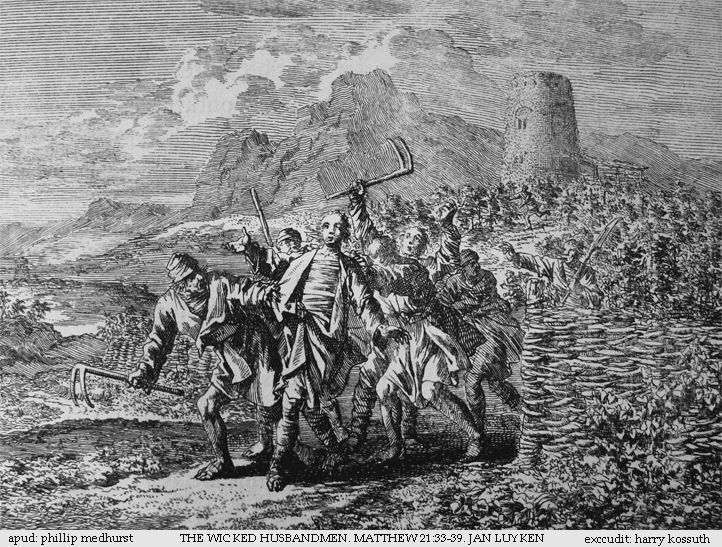
Los labradores malvados, de la Biblia de Bowyer, siglo XIX